# C-2 (Cercanías Madrid)
C-2 is een lijn van de Cercanías Madrid. Het traject is 64,5 km lang.
Het spoor loopt tussen Guadalajara tot aan Chamartín, langs Atocha.